# Ernst Neufert

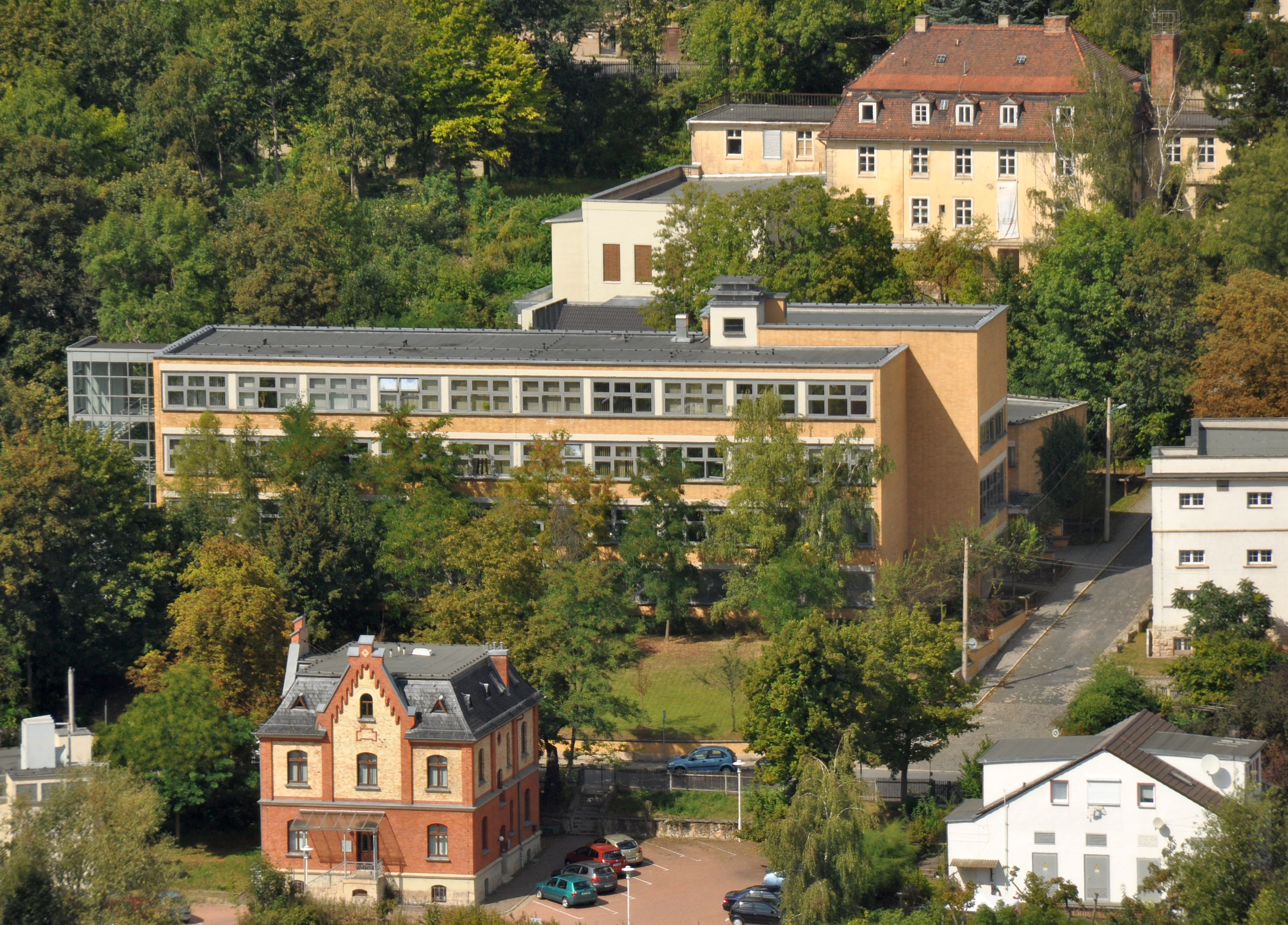
Das Abbeanum in Jena, 1929–1930

Ernst Neufert (* 15. März 1900 in Freyburg an der Unstrut; † 23. Februar 1986 in Rolle in der Schweiz) war ein deutscher Architekt, der neben seiner Lehrtätigkeit und Mitgliedschaft in verschiedenen Normungsgremien vor allem mit seinem Buch über Bauentwurfslehre bekanntgeworden ist.

## Leben und Wirken

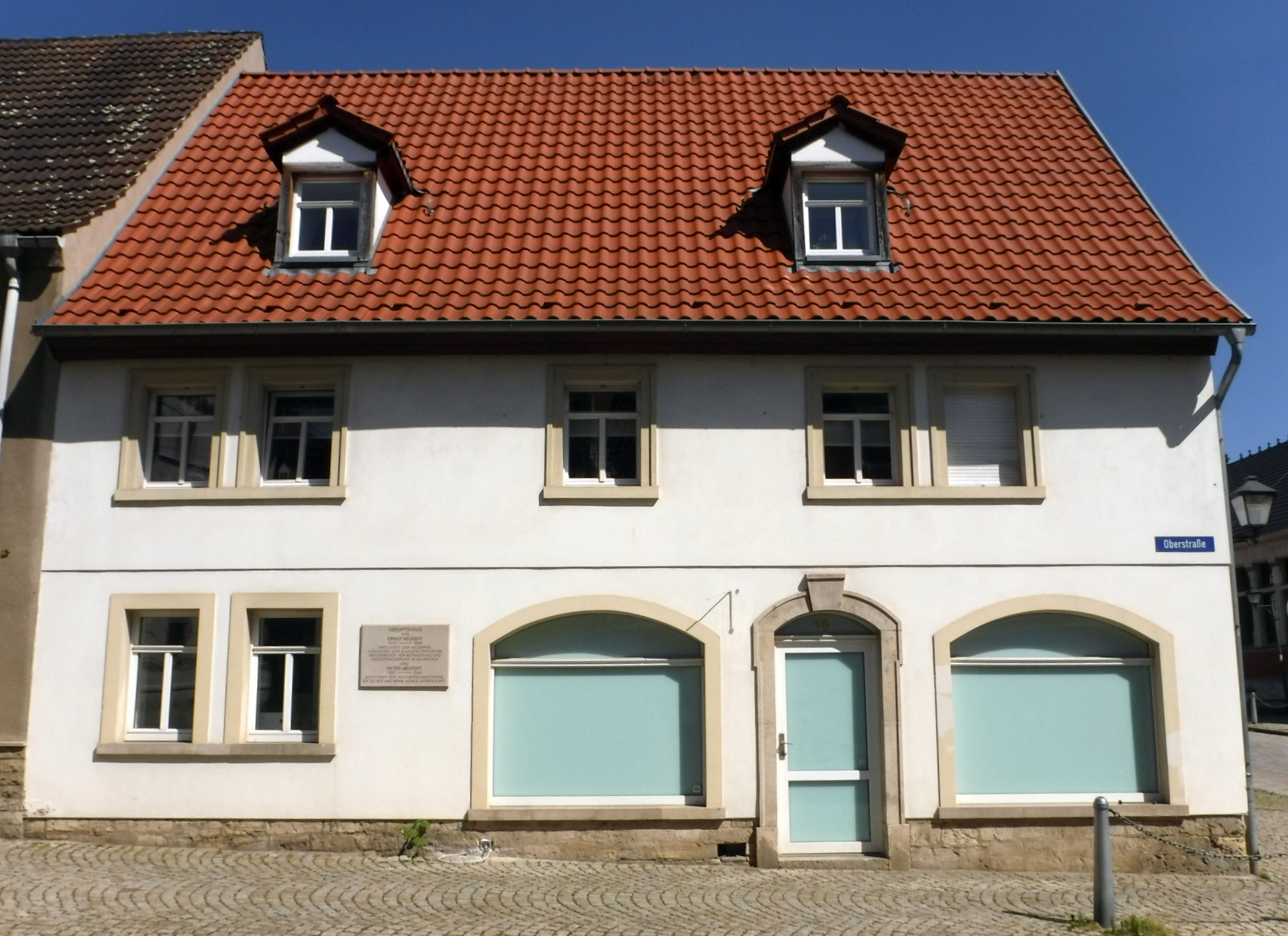
Geburtshaus Ernst Neuferts in Freyburg an der Unstrut

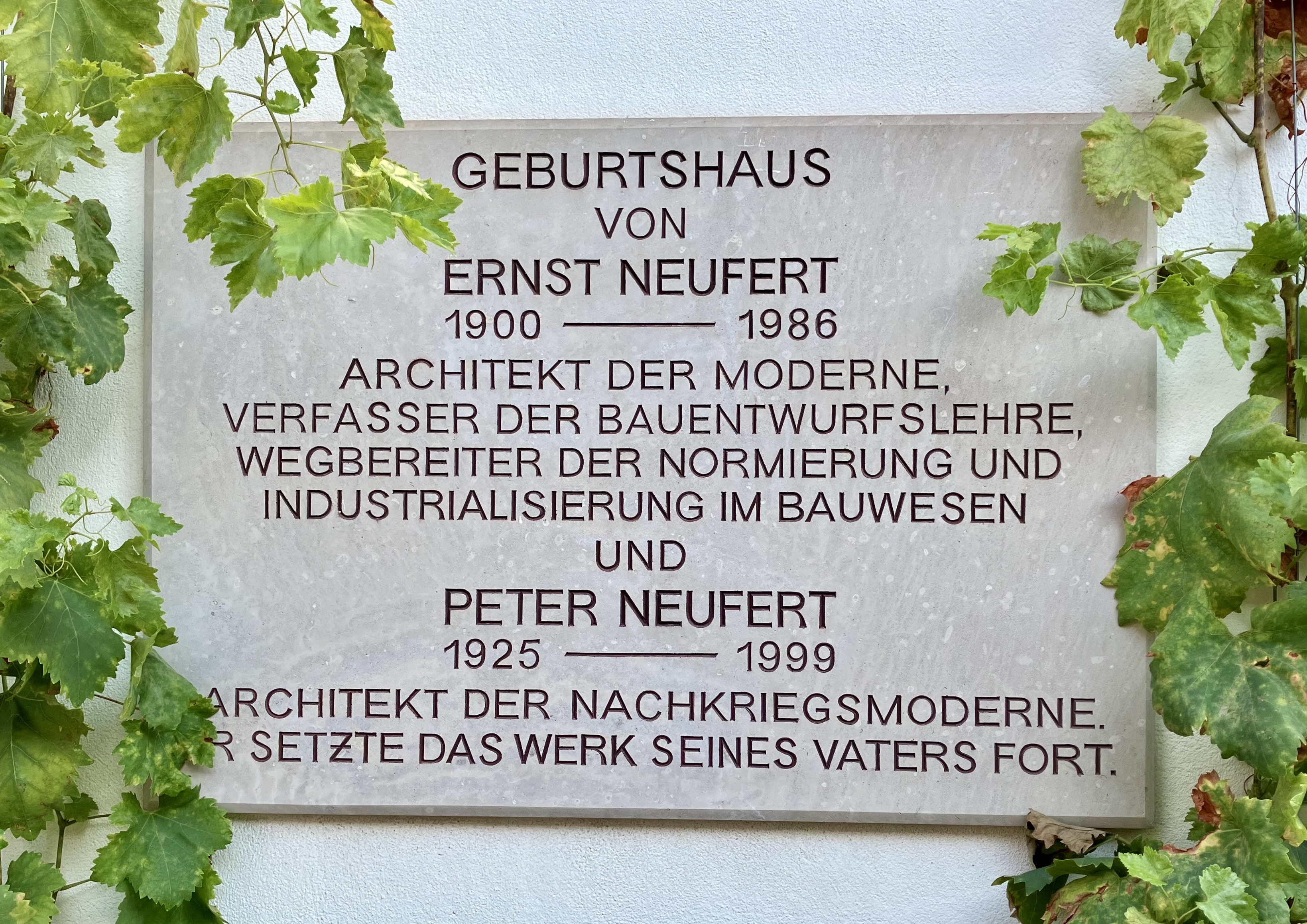
Tafel am Geburtshaus in der Oberstraße in Freyburg

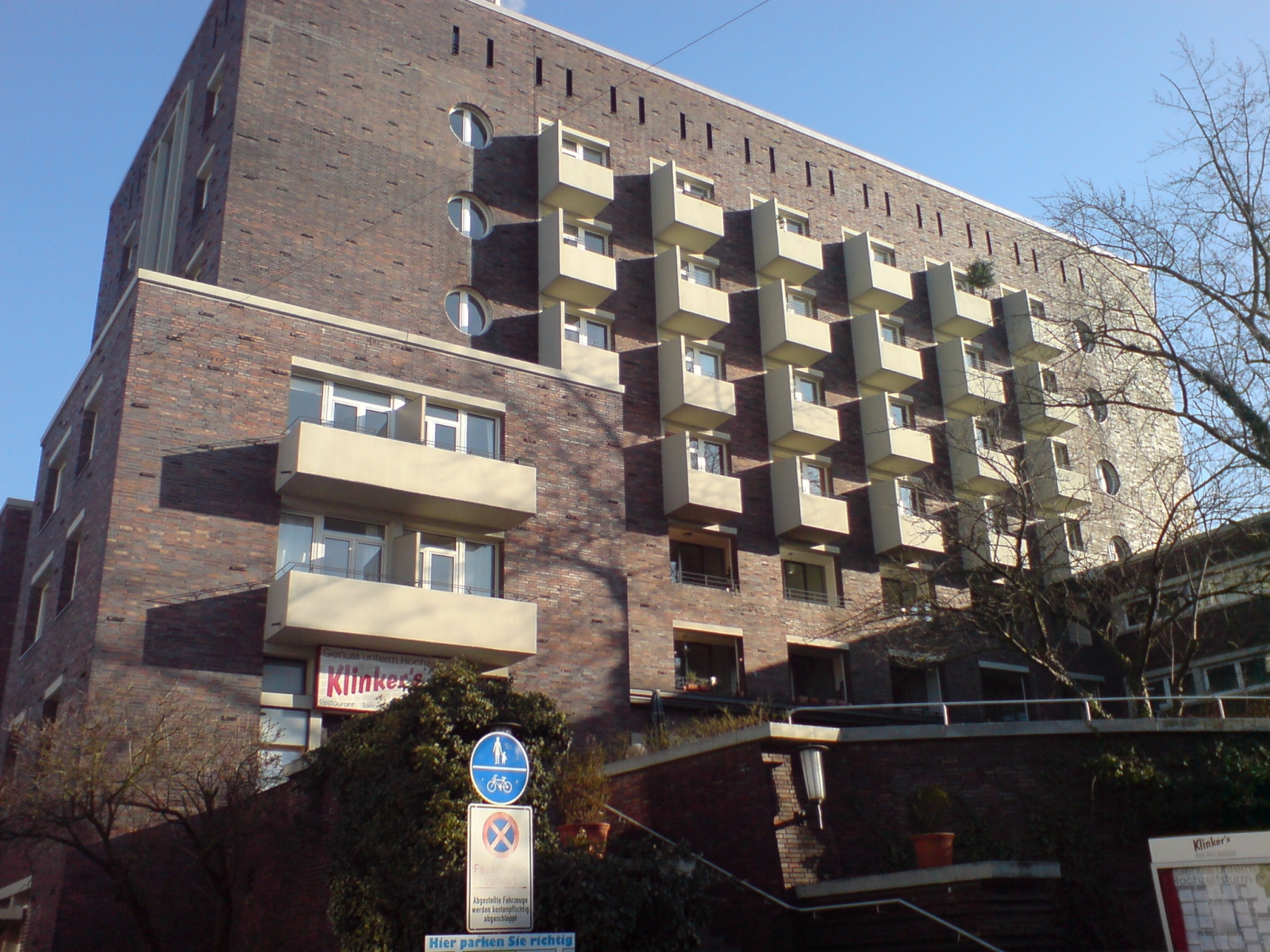
Das Ledigenwohnheim in Darmstadt, 1952–1955

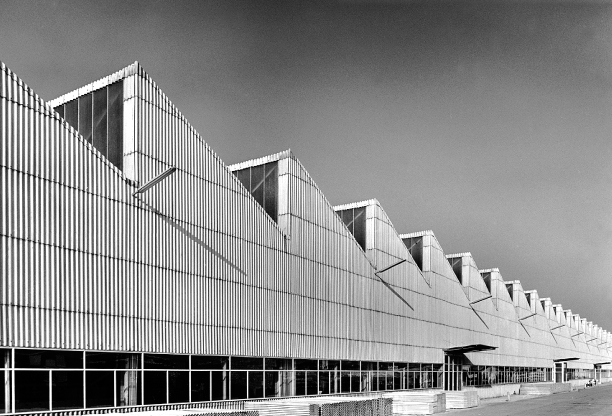
Eternit-Werk in Heidelberg, 1954

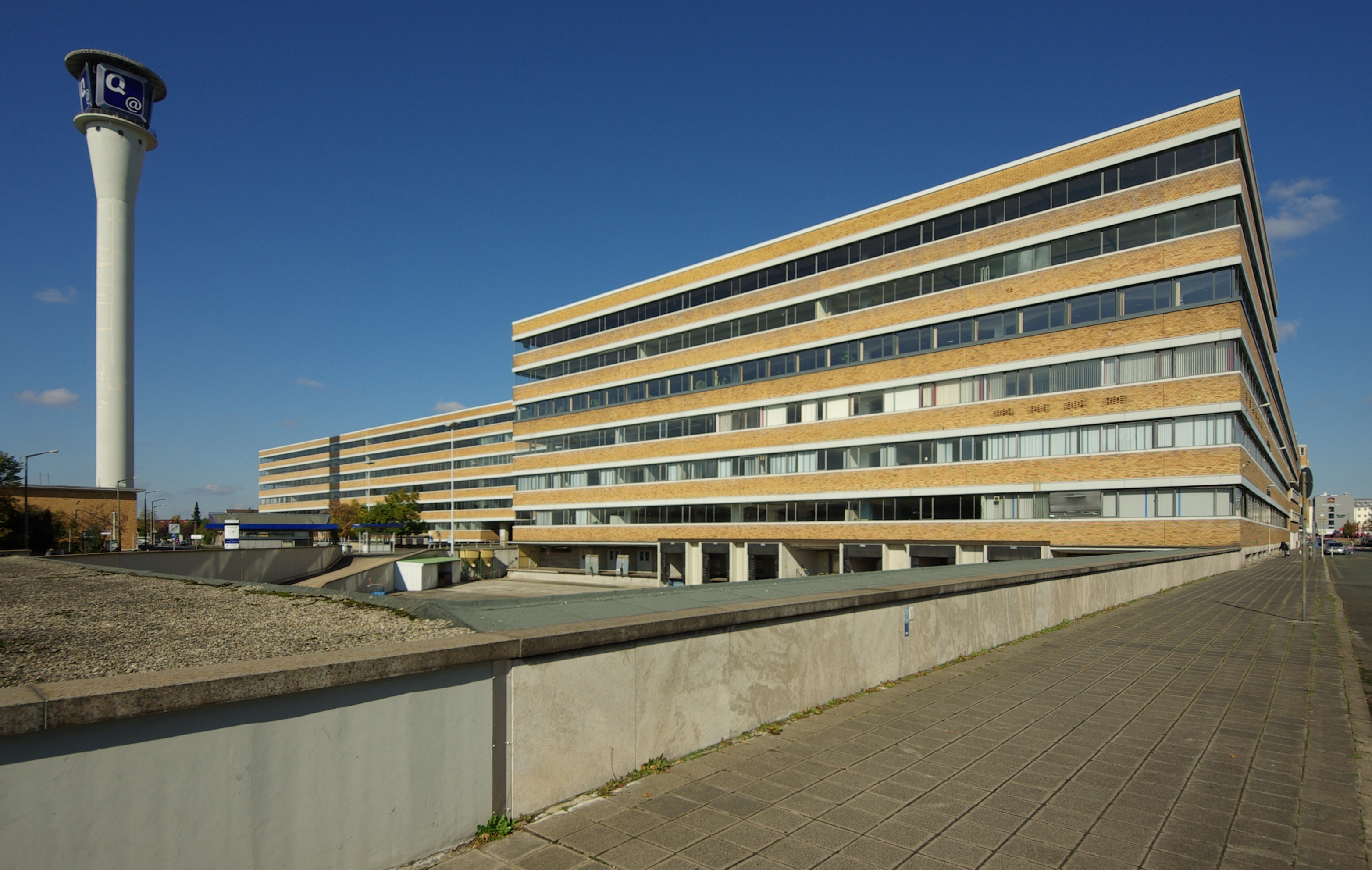
Quelle-Versandzentrum und Quelleturm in Nürnberg, von 1955 bis 1967 abschnittsweise errichtet

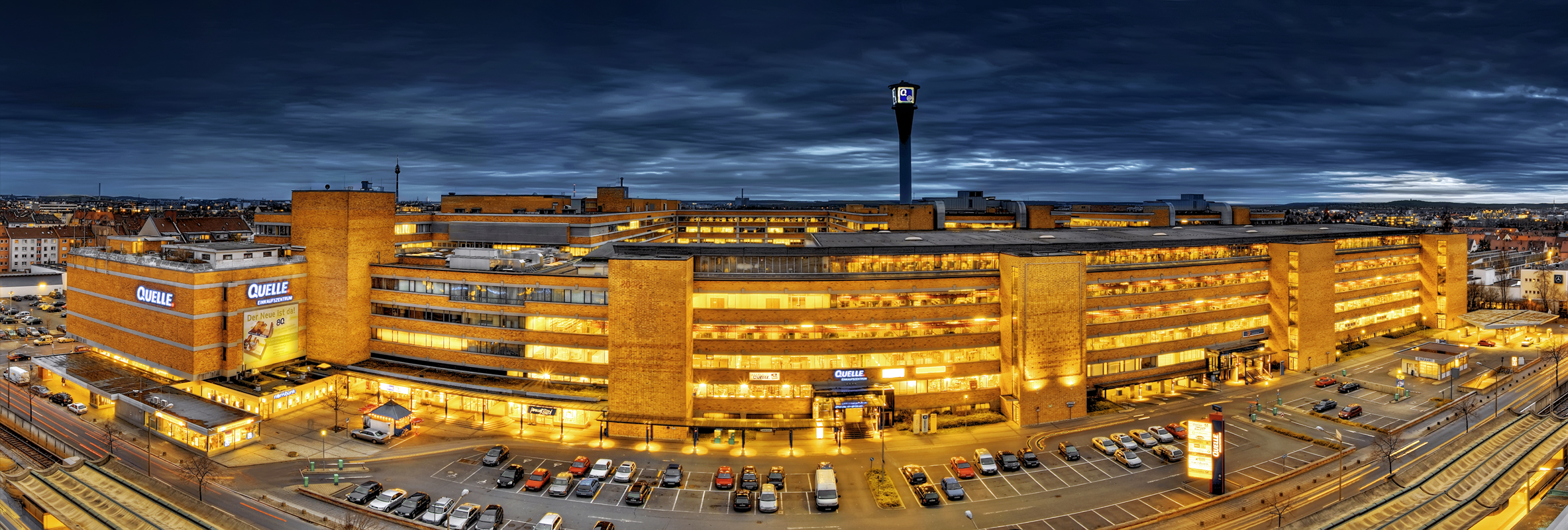
Quelle-Versandzentrum am Abend, Panoramaansicht

Ernst Neufert wurde im März 1900 als Sohn von Karl Hermann Neufert und seiner Ehefrau Florentine Berta Neufert (geborene Schlieder) in Freyburg an der Unstrut geboren. Die Familie väterlicherseits stammt aus dem niederschlesischen Altstadt (Lüben). Er besuchte von 1906 bis 1914 die örtliche Bürgerschule. Im Jahr 1917 begann er eine Maurerlehre. Ab 1918 machte er zudem eine berufsbegleitende Ausbildung an der Großherzoglich-Sächsische Baugewerkenschule Weimar. Auf Empfehlung von Paul Klopfer wechselte er 1919 als einer der ersten Studenten an das noch junge Bauhaus in Weimar. Er schloss sein dortiges Studium bereits 1920 ab und reiste zusammen mit dem expressionistischen Architekten Paul Linder (1897–1968) zu einem einjährigen Studienaufenthalt als Zeichner mittelalterlicher Kirchen durch Spanien. In Barcelona begegneten die beiden dem greisen Antoni Gaudí, dessen Architektur tiefe Spuren bei den jungen Künstlern hinterließ. Neufert gehört mit Julius Meier-Graefe zu den frühesten Rezipienten Gaudís in Deutschland.
Nach 1921 kehrte er ans Bauhaus zurück und arbeitete in leitender Position unter Walter Gropius in einem der renommiertesten Architekturbüros der Weimarer Republik in Weimar und Dessau. Dort lernte er seine Frau, die Malerin Alice Spies-Neufert kennen, zusammen hatten sie vier Kinder (Peter, Christa, Ingrid und Ilas). 1925 arbeitete er in enger Zusammenarbeit mit Gropius an den neuen Bauhausbauten und den Meisterhäusern für Wassily Kandinsky, Paul Klee und Georg Muche in Dessau und 1925/1926 mit Gropius am AMCO-Fabrikerweiterungsgebäude der Holzwarenfabrik AMCO, August Müller & Co, in Kirchbrak bei Bodenwerder (Landkreis Holzminden) sowie an Erweiterungsbauten des Fagus-Werks in Alfeld (Leine).
Im Jahr 1926 kehrte er wieder nach Weimar zurück und lehrte an der dortigen Bauhochschule (Nachfolgeeinrichtung des Bauhauses) als Professor für Planung unter Otto Bartning. 1928 entstand sein Entwurf für das Privathaus von August Müller in Kirchbrak, welches aber nicht zur Ausführung kam. 1929 realisierte er mit dem Haus Neufert als sein Privathaus in Gelmeroda bei Weimar als Prototyp für ein serielles Einfamilienhaus in Schnellbauweise aus vorgefertigten Holzelementen (heute Sitz der Stiftung Ernst Neufert und der Neufert-Box, einer kleinen Ausstellungshalle). Nach Schließung der Bauhochschule durch die nationalsozialistische Verwaltung siedelte Neufert nach Berlin und arbeitete als Lehrer in der privaten Kunstschule von Johannes Itten. In den Jahren 1928 bis 1930 realisierte er verschiedene Projekte, zum Beispiel die Mensa am Philosophenweg und das Abbeanum in Jena.
Von 1934 bis 1944 war Neufert Hausarchitekt der Vereinigten Lausitzer Glaswerke. Er entwarf das Direktorenwohnhaus Dr. Kindt (mit Farbglas von Charles Crodel), übernahm den Entwurf und Bauleitung von Siedlungen, Bürohäusern und Fabrikanlagen in Weißwasser, Tschernitz und Kamenz. Aus dieser Tätigkeit ging auch das Buch Bauentwurfslehre. Handbuch für den Baufachmann, Bauherren, Lehrenden und Lernenden vom 15. März 1936 hervor, das bis heute als Standardwerk gilt und in insgesamt 18 Sprachen übersetzt wurde. Die Arbeit an diesem Standardwerk, häufig einfach nur als Neufert bezeichnet, wurde bis zu dessen Tode 1999 unter anderem von Ernst Neuferts Sohn Peter Neufert fortgesetzt.
Im Jahr 1936 reiste Neufert mit Auswanderungsplänen nach New York und Spring Green, Wisconsin, um Frank Lloyd Wright zu besuchen und seine Arbeitschance in den USA zu sondieren. Auf der Rückreise nach New York erhielt er Nachricht von dem enormen Erfolg der Bauentwurfslehre und reiste nach Berlin zurück, um die neue Auflage vorzubereiten. Zahlreiche Aufträge aus der Industrie für sein Büro führten zu seiner Entscheidung, zunächst in Deutschland zu bleiben. Neufert passte sich den herrschenden Architekturdogmen des Nationalsozialismus nicht an, sondern verharrte in der von Funktionalismus und Rationalismus geprägten Denkschule des Bauhauses. Für nicht repräsentative Bauvorhaben, insbesondere Industriebauten war dieser ansonsten seit Mitte der 1930er Jahre offiziell verpönte Architekturstil akzeptiert, da er die rationelle Errichtung von Industriekomplexen versprach. Hierin sah Albert Speer auch das Potenzial des bisherigen Schaffens von Neufert. 1939 wurde Neufert von Speer beauftragt, das industrielle Bauwesen zu rationalisieren und mit Hilfe von durchgreifenden Normen in Kooperation mit Großunternehmen die Fertigung von Wohnraum und industriellen Anlagen zu beschleunigen. In diesem Zusammenhang entstand sein Entwurf der Hausbaumaschine und seine Bau-Ordnungs-Lehre (BOL), die 1943 mit einem Vorwort von Albert Speer  im Verlag „Volk und Reich“ veröffentlicht wurde. Neufert wurde von den nationalsozialistischen Machthabern geschätzt und gefördert. Neufert war kein Mitglied der NSDAP, aber förderndes Mitglied des NSKK. 1943 wurde er Reichsbeauftragter für Baunormung, 1944 Mitarbeiter in Speers Arbeitsstab für den Wiederaufbau bombenzerstörter Städte. In der Endphase des Zweiten Weltkriegs nahm ihn Adolf Hitler im August 1944 in die Gottbegnadeten-Liste der wichtigsten Architekten auf, was ihn vor einem Kriegseinsatz, auch an der Heimatfront bewahrte. Nach dem Kriege gehörte er zum Anholter Kreis um Rudolf Wolters.
Am 17. April 1946 (mit Wirkung vom 1. Januar 1946) wurde Neufert zur Hälfte auf eine Professur für Baukunst an der Technischen Hochschule Darmstadt berufen. Damit trat Neufert die Nachfolge von Karl Lieser an, der von den amerikanischen Behörden entlassen wurde. Die andere Hälfte der Stelle wurde mit Jan Hubert Pinand besetzt. Noch im Jahr 1946 wurde die Professur von Neufert auf 100 % aufgestockt.
In der Sowjetischen Besatzungszone wurden Neuferts Schriften Bombensicherer Luftschutz im Wohnungsbau (hrsg. v. Speer im Volk und Reich Verlag, Berlin 1942) und Die Pläne zum Kriegseinheitstyp (Verlag der Deutschen Arbeitsfront, Berlin 1943) auf die Liste der auszusondernden Literatur gesetzt.
1953 gründete Neufert wieder ein eigenes Architekturbüro in Darmstadt. Zu seinen wichtigsten realisierten Projekten gehören unter anderem das Ledigenwohnheim auf der Mathildenhöhe in Darmstadt (1952–1955), das zu den Darmstädter Meisterbauten zählt, die Wasserbauhalle der Technischen Hochschule in Darmstadt (1954–1955), das Hauptwerk der Firma Eternit in Leimen bei Heidelberg (1954–1960), das Versandzentrum des Versandhauses Quelle (1955–58), sowie zahlreiche weitere Bauten für die Industrie. Neufert war auch Hausarchitekt der Firma Dyckerhoff Zementwerke.
Insbesondere das Nachkriegsschaffen Neuferts ist von streng funktionalistischen Entwürfen in der Formsprache des Bauhauses geprägt. Das ab 1955 errichtete viergeschossige Versandzentrum des Quelle-Versandhauses in Nürnberg mit seiner über 250 m langen Straßenfassade mit durchlaufenden horizontalen Fensterbändern und seinen gelben Klinkerbrüstungen zeigt formale Anleihen an das Fagus-Werk in Alfeld von Walter Gropius. Es ist damit ein Beispiel für Versuche, in der Nachkriegszeit wieder an die Klassische Moderne der Weimarer Republik anzuknüpfen.
Ernst Neufert war ab 1921 in erster Ehe mit Alice Spies-Neufert geb. Vollmer verheiratet. Aus der Ehe sind die Kinder Peter Neufert (Architekt), Christa, Ingrid und Ilas hervorgegangen. Die Ehe wurde 1935 geschieden. In zweiter Ehe war Neufert ab 1939 mit Käthe Illgen verheiratet. Das Paar hatte die Tochter Katja. Ernst Neufert starb am 23. Februar 1986 in seinem Privathaus in Bugnaux-sur-Rolle am Genfersee.

## Ehrungen
- 1950: Ehrenplakette der finnischen Architektenvereinigung
- 1950: Korrespondierendes Ehrenmitglied der Reial Académia de Ciències i Arts de Barcelona
- 1953: Honorary Corresponding Member of the Royal Institut of British Architects
- 1965: Großes Verdienstkreuz des Verdienstordens der Bundesrepublik Deutschland
- 1965: Johann Joseph Ritter von Prechtl-Medaille der Technischen Universität Wien
- 1970: Johann-Heinrich-Merck-Ehrung der Stadt Darmstadt
- 1976: Großes Verdienstkreuz mit Stern des Verdienstordens der Bundesrepublik Deutschland
- 1980: Ehrendoktor der Universität Innsbruck; Professor h. c. und Dr. h. c. der Universität Lima

## Bauten (Auswahl)
- 1925/1926: Erweiterungsbauten der Fabrikanlage der August Müller & Co. (AMCO) in Kirchbrak (mit Walter Gropius)
- 1928: Umbau und Erweiterung der Villa Hollborn zur Fabrikantenvilla von Carl Benscheidt in Alfeld (Leine)[5]
- 1928–1930: Mensa am Philosophenweg in Jena (mit Otto Bartning)
- 1929–1930: Abbeanum in Jena
- 1929: Haus Neufert als eigenes Wohn- und Atelierhaus in Weimar-Gelmeroda
- 1935: Glaslager für die Vereinigte Lausitzer Glaswerke in Weißwasser, Schmiedestraße[6][7]
- um 1935: Wannengebäude für die Vereinigte Lausitzer Glaswerke in Weißwasser, Berliner Straße[6][7]
- 1937: Wohnhaus Hügelmann in Berlin-Kaulsdorf (mit Herta Hammerbacher)
- 1937: Wohnhaus Dr. Kindt in Weißwasser, Hegelpromenade[6][8][7]
- 1937–1943: Industrieanlagen für die Hanseatische Apparatebau-Gesellschaft Neufeld & Kuhnke GmbH (Hagenuk) in Barth (Pommern)
- 1938–1940: Erweiterungen und Umbauten des Fagus-Werks in Alfeld (Leine)[9]
- 1939–1945: Industrieplanungen für die Flugmotorenwerke Focke-Wulf
- 1939–1940: Kanalhalle für die Hagenuk in Berlin-Tempelhof, Colditzstraße 31–35 (mit Arthur Koch)[10]
- um 1940: Holzhäuser in Fertigbau-Weise in Weißwasser, Heinrich-Heine-Straße (zerstört)[6]
- ab 1945: Bebauungspläne und Ausführung von Industrieanlagen der Dyckerhoff-Portland-Zementwerke in Wiesbaden.
- 1948–1949: Wiederaufbau des Hotels Nassauer Hof in Wiesbaden
- 1949–1950: Eigenes Atelierhaus Planerhof in Darmstadt.
- 1951–1955: Tankstellen, Rasthäuser und Hotel an der Autobahn in Pfungstadt.
- 1951–1953: Jenaer Glaswerk Schott in Mainz
- 1952–1955: Ledigenwohnheim in Darmstadt, einer der so genannten Meisterbauten, heute auch als Ernst-Neufert-Bau bekannt
- 1954–1955: Wasserbauhalle der Technischen Hochschule Darmstadt
- 1954–1958: Quelle-Versandzentrum Fürther Straße in Nürnberg (spätere Ergänzungsbauten bis 1967)[11]
- 1954–1960: Hauptwerk der Eternit AG in Leimen
- 1956: Forschungs-Institut der Zementindustrie in Düsseldorf-Derendorf
- 1957: Medaillon Mode, Versandhaus Offenbach (heute Tedox)
- 1960: Kleiderfabrik Knitwear in London
- ca. 1964: Weinkellerei St. Ursula in Bingen am Rhein
- 1963: Haus Dennert bei Bamberg[8]
- ab 1963: Gesamtplanung einer Industrieanlage für die Hoesch AG in Hamm[8]
- 1964–1965: Haus Aulbach in Miltenberg[8]
- 1965–1966: Elektrotechnische Institute der Technischen Hochschule Darmstadt (mit Dipl.-Ing. Wolfgang Rösel)
- 1965: Fußgängerbrücke Hannover Messe
- 1965–1966: Weinkellerei Pieroth in Bingen am Rhein.
- 1968: Dortmunder U

## Schriften
- 25 Wohnhäuser aus Holz, 1934.
- Bauentwurfslehre. Handbuch für den Baufachmann, Bauherren, Lehrenden und Lernenden. 1. Auflage: Bauwelt-Verlag, Berlin 1936. –  41., überarbeitete und aktualisierte Auflage, Vieweg + Teubner, Wiesbaden 2016, ISBN 978-3-658-09938-1.

- Das Oktameter-System, 1939.
- Bauordnungslehre. In: Die Baukunst „Die Kunst im Deutschen Reich“, Oktober 1943, S. 183–196.